# Itono (figlio di Anfizione)
Itono (in greco antico: ? Ἴτωνος) è un personaggio della mitologia greca, figlio di Anfizione e sposo della ninfa Melanippe.
È detto "uomo-salice" e fu re di Tessaglia e fondatore di Itone nella Ftiotide.

## Mitologia
Divenne padre di Beoto e di due femmine, Iodame, sacerdotessa di Atena e Cromia, che fu sposa di Epeo.
Fondò un santuario di Atena, dove la figlia Iodame servì come sacerdotessa, ma una notte, entrata nel santuario, vide la dea con una tunica bianca e fu trasformata in pietra: da allora la sacerdotessa del tempio accendeva un fuoco in onore a Iodame e mentre lo fa, tre volte ripete nel dialetto beota che Iodame sta vivendo e chiede fuoco.
Secondo Lucano, Itono avrebbe introdotto in Grecia la moneta.